# Blakistonia rainbowi
Blakistonia rainbowi är en spindelart som först beskrevs av Robert Henry Pulleine 1919.  Blakistonia rainbowi ingår i släktet Blakistonia och familjen Idiopidae.
Artens utbredningsområde är Sydaustralien. Inga underarter finns listade.